# Duartina (ort)
Duartina är en ort i Brasilien.   Den ligger i kommunen Duartina och delstaten São Paulo, i den södra delen av landet, 800 km söder om huvudstaden Brasília. Duartina ligger 515 meter över havet och antalet invånare är 11 902.
Terrängen runt Duartina är huvudsakligen platt. Duartina ligger nere i en dal. Duartina är det största samhället i trakten.
Omgivningarna runt Duartina är huvudsakligen savann. Runt Duartina är det ganska glesbefolkat, med 26 invånare per kvadratkilometer.